# Dieter Schubert (schrijver)
Dieter Schubert (Oschersleben (Bode), Duitsland, 15 juli 1947) is een schrijver en illustrator van kinderboeken en prentenboeken uit de Nederlandstalige jeugdliteratuur.

## Biografie
Na een opleiding (vrije schilderkunst) aan de kunstacademie van Münster (Duitsland) kreeg hij samen met Ingrid Schubert een beurs voor de Rietveld Academie. Naar aanleiding van een opmerking van Piet Klaasse begonnen ze samen aan een prentenboek. Het resultaat werd Er ligt een krokodil onder mijn bed! (1980). Hoewel ze de meeste boeken samen maken, kreeg hij voor het enige boek waar alleen zijn naam opstaat -Monkie, (1986)- een Gouden Penseel. Over hun samenwerking zegt Ingrid Schubert: "We ontwikkelen een concept, bedenken een scenario, en dan beginnen we met schetsen. We ruilen de schetsen en zo vullen we elkaar aan. We maken dan het hele boek in potlood, soms in kleur, en brengen het naar de uitgever. Als de uitgever er dan iets in ziet..."

## Bestseller 60
| Boeken met noteringen in de Nederlandse Bestseller 60 | Jaar van verschijnen | Datum van binnenkomst | Hoogste positie | Aantal weken | Opmerkingen                         |
| ----------------------------------------------------- | -------------------- | --------------------- | --------------- | ------------ | ----------------------------------- |
| Mijn held                                             | 2004                 | 08-09-2004            | 12              | 6            | in samenwerking met Ingrid Schubert |
| Krokodil is jarig                                     | 2005                 | 09-02-2005            | 31              | 3            | in samenwerking met Ingrid Schubert |
| Net mensen                                            | 2006                 | 11-10-2006            | 26              | 2            | in samenwerking met Ingrid Schubert |
| De paraplu                                            | 2010                 | 13-10-2010            | 21              | 2            | in samenwerking met Ingrid Schubert |
| Rinus                                                 | 2023                 | 15-01-2025            | 6               | 5            | in samenwerking met Ingrid Schubert |
| Rinus (met knuffel)                                   | 2024                 | 15-01-2025            | 9               | 5            | in samenwerking met Ingrid Schubert |
| Rinus (mini)                                          | 2025                 | 29-01-2025            | 1(1wk)          | 5            | in samenwerking met Ingrid Schubert |